# Castle Camps (slott)
Castle Camps var ett slott i Storbritannien.   Det låg i orten Castle Camps i grevskapet Cambridgeshire och riksdelen England, i den sydöstra delen av landet, 70 km nordost om huvudstaden London. Castle Camps ligger 117 meter över havet.